# Сара Кейн
Сара Кейн (англ. Sarah Kane; 3 лютого 1971 — 20 лютого 1999) — англійська драматургиня.

## Життєпис
Народилася в місті Брентвуд, графство Ессекс (Англія) в родині євангелістів.
Після закінчення Вищої школи Шенфілд (англ. Shenfield High School) вступила до Бристольського університету, де вивчала драматургію. Після закінчення університету у 1992 році вступила до аспірантури Бірмінгемського університету, навчалась на курсі відомого англійського драматурга Девіда Едгара.
Закінчивши навчання, Сара Кейн співпрацювала з театром «Paines Plough», для якого писала п'єси й де була штатним драматургом у 1998 році. Також співпрацювала з лондонським театром «Буш» (англ. «Bush Theatre»).
Протягом останніх років життя Сара Кейн хворіла на маніакально-депресивний психоз, неодноразово проходила курси лікування у психіатричній клініці «Maudsley Hospital». У 1999 році вона поступила до психіатричної лікарні «King's College Hospital», де, перебуваючи у стані глибокої депресії, наклала на себе руки, повісившись у ванній кімнаті.

## Особисте життя
Сара Кейн належала до ЛГБТ.

## П'єси
- Blasted (укр. «Підірвані», 1995[8]).
- Phaedra's Love (укр. «Кохання Федри», 1996).
- Cleansed (укр. «Чисті», 1998).
- Crave (укр. «Спрага», 1998).
- Phsychosis 4.48 (укр. «Психоз 4.48», 1999).